# Zboží.cz
Zboží.cz internetový srovnávač poskytující informace při nakupování na internetu. Umožňuje řazení, filtrování a porovnávání cen produktů, zjistit skladovou dostupnost zboží nebo vyhledat obchod v okolí uživatele.

## Historie
Projekt Zboží.cz byl založen v roce 2007 společností Seznam.cz.
Na podzim roku 2014 proběhl redesign služby. Od pouhého zobrazování nabídek e-shopů se Zboží.cz přiblížilo více k Heuréka.cz. Přidalo návody, videorecenze, uživatelské recenze, manuály a nabízení příslušenství přímo produktů přímo v jejich profilu.
V létě roku 2016 Zboží.cz spustilo sekci slevy a redesignovanou sekci móda, kterou reagovalo na trend nakupování oblečení přes internet. 